# Севастополь (баскетбольний клуб)
Баскетбольний клуб «Севастополь» заснований в 2008 році. Грає в Дивізіоні «Б» Української баскетбольної ліги.

## Опис
БК «Севастополь» заснований в 2008 році головою міської федерації баскетболу Рудаковим Г. В. за підтримки групи любителів баскетболу — підприємців міста.
У складі бескетбольного клубу — вихованці місцевих ДЮСШ, деякі з них мають успішний досвід виступу в командах майстрів України.
Тренерами є Водолазкін А. В. і Коротких С. В., велика частина гравців команди — їхні вихованці.
Форма — червоно-чорна. Матчі проводить в залі Філії МДУ імені М. В. Ломоносова в Севастополі (вміщує 200 глядачів).

## Керівництво
- Генеральний директор клубу — Рудаков Геннадій Васильович (13.06.1971).
- Головний тренер — Водолазкін Олександр Вікторович (04.12.1956).
- Тренер — Коротких Сергій Васильович (25.09.1956).
- Менеджер — Кіпер Юлія Геннадіївна (21.06.1979).